# Кобаяси, Ясухиро
Ясухиро Кобаяси (яп. 小林 靖宏 Кобаяси Ясухиро, 29 апреля 1959) (англ. Yasuhiro Kobayashi), более известный как coba — японский аккордеонист, является самым известным аккордеонистом Японии. На аккордеоне начал играть с девяти лет. В восемнадцать лет музыкант поехал в Италию, чтобы совершенствовать свой уровень владения инструментом в местном учебном заведении и окончил его с отличием.
В апреле 1979 года coba стал победителем конкурса аккордеонистов в Японии. В сентябре этого же года выиграл аналогичный турнир в Италии. В октябре 1980 года стал лучшим в конкурсе, проводимом в Австрии.
coba сам пишет музыку и делает аранжировки известных композиций. В 90-е годы участвовал в записи альбома Bjork и в последующем мировом турне, в который вошло более 60 стран. coba сотрудничал и с многими другими музыкантами, среди которых Goldie, 808 State, Underworld, Plaid and Howie B.
В 1996 году альбом «Roots» был признан лучшим по мнению французского журнала «Nova Magazine». В 2001 году Ясухиро удостоился звания «Лучший композитор года» за музыку к кинофильмам по мнению японской академии наград. В 2002 году coba написал музыку к Покемон. В 2006 году получил приз «самый активный аккордеонист в мире» «Voce d’oro».
coba выпустил 31 альбом. Сам coba говорит, что его музыка не относится ни к какому жанру.
В 2010 году участвовал в Первом Международном Музыкальном Турнире Terem Crossover. Музыкант вошёл в состав жюри, а также дал концерт в Санкт-Петербургской Капелле в составе с Масанори Амакурой (перкуссия) и Цунэо Имахори (гитара).
coba держит собственный итальянский ресторан в Токио.